# Samantha Kerr
Samantha May Kerr (East Fremantle, 10 settembre 1993) è una calciatrice australiana di origini indiane e inglesi, attaccante del Chelsea e della nazionale australiana.

## Biografia
Samantha Kerr nasce il 10 settembre 1993 a East Fremantle, un sobborgo di Perth, nell'Australia Occidentale, da Roger Kerr, un anglo-indiano (originario di Calcutta e figlio di padre inglese e madre indiana), mentre sua madre Roxanne è australiana. Sia il padre di Kerr che il fratello maggiore, Daniel Kerr, erano giocatori professionisti di football australiano, trasmettendo la passione alla stessa Samantha che ha praticato questa disciplina fino al passaggio al calcio all'età di 12 anni.
Nel 2022 è apparsa sulla copertina del videogioco calcistico FIFA 23: Kerr è la prima donna ad apparire sulla copertina di un videogioco FIFA.
Ha intrattenuto una relazione con Nicole Leslie Santon, sua compagna di squadra al Chicago Red Stars, che si è conclusa nel 2020.
Nel 2021, in seguito alla sconfitta della propria nazionale contro gli Stati Uniti ai Giochi olimpici di Tokyo 2020, ha reso pubblica la relazione con Kristie Mewis, centrocampista dello Houston Dash e della nazionale statunitense. La coppia è rapidamente diventata una delle più seguite nel mondo del calcio femminile, ricevendo ampia attenzione da parte dei media sportivi e del pubblico per la loro visibilità e apertura nel condividere aspetti della loro vita privata.
Il 18 novembre 2024, tramite un annuncio congiunto sui social media, hanno comunicato che Mewis era in attesa della loro primo primogenita, nata l'8 maggio 2025.
Nonostante il clima di sostegno, la coppia ha anche fatto fronte a episodi di omofobia sia online che durante alcune partite internazionali, segnalando commenti offensivi diramati da parte di avversari e tifosi. Entrambe hanno condannato fermamente tali atteggiamenti, diventando al contempo voci importanti nella lotta contro la discriminazione nel calcio. Attraverso interviste e iniziative di sensibilizzazione, hanno promosso campagne di inclusione e rispetto, sottolineando l'importanza di creare ambienti sportivi liberi da pregiudizi e aperti a tutte le diversità.

## Carriera

### Club

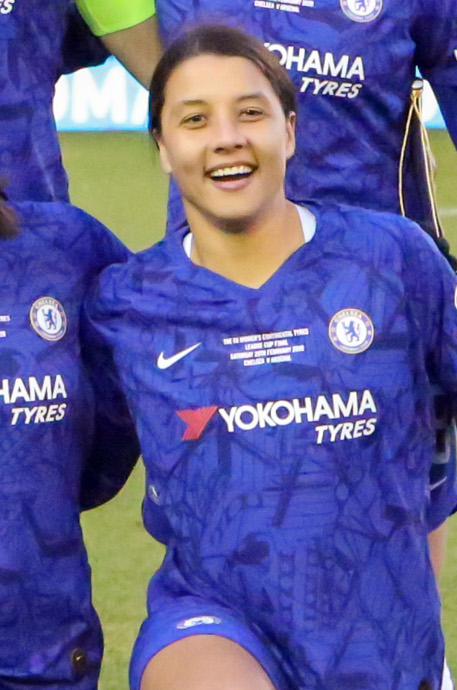
Kerr con la maglia del nel 2020.

Kerr inizia la carriera calcistica nel 2006, giocando nelle giovanili del Western Knights, società di Mosman Park, dove rimane per tre stagioni prima di trasferirsi, dopo aver sostenuto un provino con il Western Australian State Team, al Perth Glory.
Inserita in rosa con la prima squadra, appena quindicenne debutta in W-League, livello di vertice del campionato australiano femminile di calcio, nel corso del campionato 2009 mettendosi subito in evidenza, votata come Players' Player per il 2009 W-League Awards e premiata con il Goal of the Year (gol dell'anno) per la rete siglata da lunga distanza al Sydney FC all'8ª giornata. Realizza la sua prima doppietta il 14 gennaio 2011, nella prima metà dell'incontro vinto per 2-1 con l'Adelaide United.
Dopo un anno di pausa, nel 2013 Kerr sottoscrive un contratto con il Western New York Flash per giocare negli Stati Uniti d'America la stagione inaugurale della National Women's Soccer League (NWSL). Alla sua prima stagione statunitense totalizza 21 presenze, 19 da titolare, realizzando 6 reti. La squadra, dopo aver sconfitto lo Sky Blue in semifinale con il risultato di 2-0, le Flash perdono per 2-0 la finale con le avversarie del Portland Thorns.
Kerr rimane al Western New York Flash anche per la stagione 2014. Il suo Head coach Aaran Lines di lei disse, "Grazie alle sue qualità - la sua velocità, atletismo e istinto - se continua a svilupparsi a questo ritmo, Sam può diventare uno dei migliori attaccanti del mondo" (With her attributes – her speed, athleticism and instincts – if she continues to develop at the rate she is, Sam can become one of the best strikers in the world). Kerr gioca da titolare tutti i 20 incontri del campionato diventando, grazie alle sue 9 reti segnate, la migliore realizzatrice della squadra.
Durante il campionato viene nominata come NWSL Player of the Week per la 9ª giornata dopo la doppietta segnata e un assist nell'incontro con il Portland Thorns. Dopo la stagione 2014 Kerr venne ceduta allo Sky Blue in cambio di Elizabeth Eddy e un first-round pick—fourth overall—in per il NWSL College Draft 2015. Le Flash hanno poi usato quella scelta per assicurarsi l'acquisto di Samantha Mewis.
Nel 2018 passa al Chicago Stars nell'ambito di uno scambio a tre squadre. Nel 2019 viene annunciato il suo trasferimento al Chelsea.
Con le blues vince quattro campionati nazionali consecutivi, dal 2019-2020 fino al 2022-2023, inoltre tre Women's FA Cup dal 2021 al 2023, due FA Women's League Cup (2020 e 2021) e una FA Women's Community Shield (2020), finendo per rimediare nel gennaio 2024 un infortunio al legamento crociato anteriore durante un ritiro della squadra in Marocco. Pur non scendendo più in campo nel corso della stagione, a maggio arriva per Kerr il quinto titolo nazionale consecutivo con il club londinese.

## Statistiche

### Cronologia presenze e reti in nazionale
| Cronologia completa delle presenze e delle reti in nazionale ― Australia | Cronologia completa delle presenze e delle reti in nazionale ― Australia | Cronologia completa delle presenze e delle reti in nazionale ― Australia | Cronologia completa delle presenze e delle reti in nazionale ― Australia | Cronologia completa delle presenze e delle reti in nazionale ― Australia | Cronologia completa delle presenze e delle reti in nazionale ― Australia | Cronologia completa delle presenze e delle reti in nazionale ― Australia | Cronologia completa delle presenze e delle reti in nazionale ― Australia |
| Data                                                                     | Città                                                                    | In casa                                                                  | Risultato                                                                | Ospiti                                                                   | Competizione                                                             | Reti                                                                     | Note                                                                     |
| ------------------------------------------------------------------------ | ------------------------------------------------------------------------ | ------------------------------------------------------------------------ | ------------------------------------------------------------------------ | ------------------------------------------------------------------------ | ------------------------------------------------------------------------ | ------------------------------------------------------------------------ | ------------------------------------------------------------------------ |
| 6-2-2009                                                                 | Canberra                                                                 | Australia                                                                | 1 – 5                                                                    | Italia                                                                   | Amichevole                                                               | -                                                                        | 76’                                                                      |
| 17-2-2010                                                                | Dublino                                                                  | Irlanda                                                                  | 0 – 3                                                                    | Australia                                                                | Amichevole                                                               | -                                                                        | 64’                                                                      |
| 20-2-2010                                                                | Madrid                                                                   | Spagna                                                                   | 0 – 3                                                                    | Australia                                                                | Amichevole                                                               | -                                                                        | 58’                                                                      |
| 4-3-2010                                                                 | Brisbane                                                                 | Australia                                                                | 2 – 2                                                                    | Corea del Nord                                                           | Amichevole                                                               | -                                                                        | 37’                                                                      |
| 21-5-2010                                                                | Sydney                                                                   | Australia                                                                | 3 – 1                                                                    | Corea del Sud                                                            | Qual. Mondiali 2011                                                      | 1                                                                        | 63’                                                                      |
| 26-5-2010                                                                | Hangzhou                                                                 | Cina                                                                     | 1 – 0                                                                    | Australia                                                                | Qual. Mondiali 2011                                                      | -                                                                        | 72’                                                                      |
| 30-5-2010                                                                | Yokohama                                                                 | Giappone                                                                 | 0 – 1                                                                    | Australia                                                                | Qual. Mondiali 2011                                                      | -                                                                        | 90+1’                                                                    |
| 7-6-2010                                                                 | Abu Dhabi                                                                | Corea del Nord                                                           | 1 – 1                                                                    | Australia                                                                | Qual. Mondiali 2011                                                      | 1                                                                        | 75’                                                                      |
| 16-10-2010                                                               | Pusan                                                                    | Australia                                                                | 3 – 1                                                                    | Messico                                                                  | Amichevole                                                               | -                                                                        |                                                                          |
| 28-10-2010                                                               | Karlsruhe                                                                | Germania                                                                 | 3 – 1                                                                    | Australia                                                                | Amichevole                                                               | 1                                                                        |                                                                          |
| 13-5-2011                                                                | Gosford                                                                  | Australia                                                                | 3 – 0                                                                    | Nuova Zelanda                                                            | Amichevole                                                               | -                                                                        | 79’                                                                      |
| 19-5-2011                                                                | Newcastle                                                                | Australia                                                                | 2 – 1                                                                    | Inghilterra                                                              | Amichevole                                                               | -                                                                        |                                                                          |
| 20-6-2011                                                                | Hobart                                                                   | Australia                                                                | 3 – 2                                                                    | Argentina                                                                | Amichevole                                                               | -                                                                        | 66’                                                                      |
| 24-6-2011                                                                | Darwin                                                                   | Australia                                                                | 2 – 0                                                                    | Portogallo                                                               | Amichevole                                                               | -                                                                        | 65’                                                                      |
| 29-6-2011                                                                | Mönchengladbach                                                          | Brasile                                                                  | 1 – 0                                                                    | Australia                                                                | Mondiali 2011 - 1º turno                                                 | -                                                                        | 78’                                                                      |
| 3-7-2011                                                                 | Bochum                                                                   | Australia                                                                | 3 – 2                                                                    | Guinea Equatoriale                                                       | Mondiali 2011 - 1º turno                                                 | -                                                                        | 69’                                                                      |
| 6-7-2011                                                                 | Leverkusen                                                               | Australia                                                                | 2 – 1                                                                    | Norvegia                                                                 | Mondiali 2011 - 1º turno                                                 | -                                                                        | 81’                                                                      |
| 16-9-2012                                                                | Chicago                                                                  | Stati Uniti                                                              | 2 – 1                                                                    | Australia                                                                | Amichevole                                                               | -                                                                        | 52’                                                                      |
| 20-11-2012                                                               | Taipei                                                                   | Taiwan                                                                   | 0 – 7                                                                    | Australia                                                                | Amichevole                                                               | -                                                                        | 75’                                                                      |
| 25-11-2012                                                               | Dalian                                                                   | Hong Kong                                                                | 0 – 4                                                                    | Australia                                                                | Amichevole                                                               | -                                                                        | 66’                                                                      |
| 28-11-2012                                                               | Shenyang                                                                 | Cina                                                                     | 2 – 1                                                                    | Australia                                                                | Amichevole                                                               | -                                                                        | 70’                                                                      |
| 14-6-2013                                                                | Brisbane                                                                 | Australia                                                                | 1 – 0                                                                    | Belgio                                                                   | Amichevole                                                               | -                                                                        | 58’                                                                      |
| 17-6-2013                                                                | Melbourne                                                                | Australia                                                                | 1 – 1                                                                    | Finlandia                                                                | Amichevole                                                               | -                                                                        |                                                                          |
| 29-6-2013                                                                | Utrecht                                                                  | Paesi Bassi                                                              | 3 – 1                                                                    | Australia                                                                | Amichevole                                                               | -                                                                        | 76’                                                                      |
| 20-10-2013                                                               | Filadelfia                                                               | Stati Uniti                                                              | 4 – 0                                                                    | Australia                                                                | Amichevole                                                               | -                                                                        | 29’                                                                      |
| 15-11-2013                                                               | Wollongong                                                               | Australia                                                                | 2 – 0                                                                    | Cina                                                                     | Amichevole                                                               | -                                                                        |                                                                          |
| 5-3-2014                                                                 | Larnaca                                                                  | Germania                                                                 | 2 – 2                                                                    | Australia                                                                | Cyprus Cup 2014 - 1º turno                                               | -                                                                        | 84’                                                                      |
| 7-3-2014                                                                 | Nicosia                                                                  | Francia                                                                  | 3 – 2                                                                    | Australia                                                                | Cyprus Cup 2014 - 1º turno                                               | 1                                                                        |                                                                          |
| 12-3-2014                                                                | Paralimni                                                                | Australia                                                                | 5 – 2                                                                    | Italia                                                                   | Cyprus Cup 2014 - Finale 7º/8º posto                                     | 1                                                                        | 46’                                                                      |
| 15-5-2014                                                                | Sydney                                                                   | Australia                                                                | 2 – 2                                                                    | Giappone                                                                 | Qual. Mondiali 2015                                                      | -                                                                        | 75’                                                                      |
| 19-5-2014                                                                | Amman                                                                    | Giordania                                                                | 1 – 3                                                                    | Australia                                                                | Qual. Mondiali 2015                                                      | -                                                                        |                                                                          |
| 23-5-2014                                                                | Hanoi                                                                    | Vietnam                                                                  | 0 – 2                                                                    | Australia                                                                | Qual. Mondiali 2015                                                      | -                                                                        | 62’                                                                      |
| 27-5-2014                                                                | Gwangju                                                                  | Corea del Sud                                                            | 1 – 2                                                                    | Australia                                                                | Qual. Mondiali 2015                                                      | -                                                                        | 74’                                                                      |
| 2-6-2014                                                                 | Fukuoka                                                                  | Giappone                                                                 | 1 – 0                                                                    | Australia                                                                | Qual. Mondiali 2015                                                      | -                                                                        |                                                                          |
| 21-5-2015                                                                | Perth                                                                    | Australia                                                                | 11 – 0                                                                   | Vietnam                                                                  | Amichevole                                                               | 2                                                                        | 73’                                                                      |
| 8-6-2015                                                                 | Calgary                                                                  | Stati Uniti                                                              | 3 – 1                                                                    | Australia                                                                | Mondiali 2015 - 1º turno                                                 | -                                                                        |                                                                          |
| 12-6-2015                                                                | Winnipeg                                                                 | Australia                                                                | 2 – 0                                                                    | Nigeria                                                                  | Mondiali 2015 - 1º turno                                                 | -                                                                        |                                                                          |
| 16-6-2015                                                                | Edmonton                                                                 | Australia                                                                | 1 – 1                                                                    | Svezia                                                                   | Mondiali 2015 - 1º turno                                                 | -                                                                        |                                                                          |
| 21-6-2015                                                                | Ottawa                                                                   | Brasile                                                                  | 0 – 1                                                                    | Australia                                                                | Mondiali 2015 - Ottavi di finale                                         | -                                                                        |                                                                          |
| 27-6-2015                                                                | Toronto                                                                  | Australia                                                                | 0 – 1                                                                    | Giappone                                                                 | Mondiali 2015 - Quarti di finale                                         | -                                                                        |                                                                          |
| 26-10-2015                                                               | Londra                                                                   | Inghilterra                                                              | 1 – 0                                                                    | Australia                                                                | Amichevole                                                               | -                                                                        |                                                                          |
| 3-8-2016                                                                 | San Paolo                                                                | Canada                                                                   | 2 – 0                                                                    | Australia                                                                | Olimpiadi 2016 - 1º turno                                                | -                                                                        | 46’                                                                      |
| 6-8-2016                                                                 | Fortaleza                                                                | Germania                                                                 | 2 – 2                                                                    | Australia                                                                | Olimpiadi 2016 - 1º turno                                                | 1                                                                        | 83’                                                                      |
| 12-8-2016                                                                | Belo Horizonte                                                           | Brasile                                                                  | 0 – 0 (7 - 6 dtr)                                                        | Australia                                                                | Olimpiadi 2016 - Quarti di finale                                        | -                                                                        | 105’                                                                     |
| 3-3-2017                                                                 | Parchal                                                                  | Australia                                                                | 3 – 2                                                                    | Paesi Bassi                                                              | Algarve Cup 2017 - 1º turno                                              | -                                                                        | 52’                                                                      |
| 6-3-2017                                                                 | Lagos                                                                    | Cina                                                                     | 1 – 2                                                                    | Australia                                                                | Algarve Cup 2017 - 1º turno                                              | -                                                                        |                                                                          |
| 8-3-2017                                                                 | Albufeira                                                                | Australia                                                                | 1 – 1                                                                    | Danimarca                                                                | Algarve Cup 2017 - Finale 3º posto                                       | -                                                                        | 96’                                                                      |
| 26-7-2017                                                                | Dallas                                                                   | Stati Uniti                                                              | 0 – 1                                                                    | Australia                                                                | Amichevole                                                               | 1                                                                        |                                                                          |
| 30-7-2017                                                                | Oakland                                                                  | Giappone                                                                 | 2 – 4                                                                    | Australia                                                                | Amichevole                                                               | 3                                                                        | 49’                                                                      |
| 4-8-2017                                                                 | Sydney                                                                   | Australia                                                                | 6 – 1                                                                    | Brasile                                                                  | Amichevole                                                               | 1                                                                        |                                                                          |
| 16-9-2017                                                                | Canberra                                                                 | Australia                                                                | 2 – 1                                                                    | Svezia                                                                   | Amichevole                                                               | 1                                                                        |                                                                          |
| 20-9-2017                                                                | Newcastle                                                                | Australia                                                                | 3 – 2                                                                    | Camerun                                                                  | Amichevole                                                               | 2                                                                        | 78’                                                                      |
| 23-11-2017                                                               | Melbourne                                                                | Australia                                                                | 3 – 0                                                                    | Cina                                                                     | Amichevole                                                               | 2                                                                        | 64’                                                                      |
| 26-11-2017                                                               | Perth                                                                    | Australia                                                                | 5 – 1                                                                    | Corea del Sud                                                            | Amichevole                                                               | 2                                                                        | 85’                                                                      |
| 28-2-2018                                                                | Albufeira                                                                | Australia                                                                | 4 – 3                                                                    | Norvegia                                                                 | Algarve Cup 2018 - 1º turno                                              | 1                                                                        |                                                                          |
| 2-3-2018                                                                 | Lagos                                                                    | Portogallo                                                               | 0 – 0                                                                    | Australia                                                                | Algarve Cup 2018 - 1º turno                                              | -                                                                        | 46’                                                                      |
| 5-3-2018                                                                 | Lagos                                                                    | Australia                                                                | 2 – 0                                                                    | Cina                                                                     | Algarve Cup 2018 - 1º turno                                              | 1                                                                        |                                                                          |
| 7-3-2018                                                                 | Albufeira                                                                | Australia                                                                | 1 – 2                                                                    | Portogallo                                                               | Algarve Cup 2018 - Finale 3º posto                                       | -                                                                        | 73’                                                                      |
| 10-3-2018                                                                | Hanoi                                                                    | Vietnam                                                                  | 0 – 8                                                                    | Australia                                                                | Qual. Mondiali 2019                                                      | 2                                                                        | 90+2’                                                                    |
| 13-4-2018                                                                | Tokyo                                                                    | Giappone                                                                 | 1 – 1                                                                    | Australia                                                                | Qual. Mondiali 2019                                                      | 1                                                                        | 46’                                                                      |
| 19-5-2018                                                                | Sydney                                                                   | Australia                                                                | 2 – 2                                                                    | Thailandia                                                               | Qual. Mondiali 2019                                                      | -                                                                        | 61’                                                                      |
| 23-6-2018                                                                | Boston                                                                   | Brasile                                                                  | 1 – 3                                                                    | Australia                                                                | Amichevole                                                               | 1                                                                        | 74’                                                                      |
| 29-7-2018                                                                | New York                                                                 | Stati Uniti                                                              | 1 – 1                                                                    | Australia                                                                | Amichevole                                                               | -                                                                        |                                                                          |
| 2-8-2018                                                                 | Bridgeview                                                               | Australia                                                                | 2 – 0                                                                    | Giappone                                                                 | Amichevole                                                               | 1                                                                        |                                                                          |
| 7-8-2018                                                                 | Pasadena                                                                 | Australia                                                                | 2 – 0                                                                    | Spagna                                                                   | Amichevole                                                               | 1                                                                        | 89’                                                                      |
| 10-11-2018                                                               | Gosford                                                                  | Australia                                                                | 2 – 3                                                                    | Cile                                                                     | Amichevole                                                               | -                                                                        |                                                                          |
| 15-11-2018                                                               | Newcastle                                                                | Australia                                                                | 5 – 0                                                                    | Argentina                                                                | Amichevole                                                               | 1                                                                        | 80’                                                                      |
| 28-2-2019                                                                | Sydney                                                                   | Australia                                                                | 2 – 0                                                                    | Irlanda                                                                  | Amichevole                                                               | -                                                                        | 63’                                                                      |
| 3-3-2019                                                                 | Brisbane                                                                 | Australia                                                                | 4 – 1                                                                    | Corea del Sud                                                            | Cup of Nations 2019                                                      | 2                                                                        | 64’                                                                      |
| 6-3-2019                                                                 | Darwin                                                                   | Australia                                                                | 3 – 0                                                                    | Svizzera                                                                 | Amichevole                                                               | 1                                                                        | 61’                                                                      |
| 4-4-2019                                                                 | Fort Worth                                                               | Stati Uniti                                                              | 5 – 3                                                                    | Australia                                                                | Amichevole                                                               | 1                                                                        |                                                                          |
| 1-6-2019                                                                 | Eindhoven                                                                | Paesi Bassi                                                              | 3 – 0                                                                    | Australia                                                                | Amichevole                                                               | -                                                                        |                                                                          |
| 9-6-2019                                                                 | Valenciennes                                                             | Australia                                                                | 1 – 2                                                                    | Italia                                                                   | Mondiali 2019 - 1º turno                                                 | 1                                                                        | cap.                                                                     |
| 13-6-2019                                                                | Montpellier                                                              | Australia                                                                | 3 – 2                                                                    | Brasile                                                                  | Mondiali 2019 - 1º turno                                                 | 1                                                                        | cap.                                                                     |
| 18-6-2019                                                                | Grenoble                                                                 | Giamaica                                                                 | 1 – 4                                                                    | Australia                                                                | Mondiali 2019 - 1º turno                                                 | 3                                                                        | cap.                                                                     |
| 22-6-2019                                                                | Nizza                                                                    | Norvegia                                                                 | 1 – 1 (4 - 1 dtr)                                                        | Australia                                                                | Mondiali 2019 - Ottavi di finale                                         | -                                                                        | cap.                                                                     |
| 9-11-2019                                                                | Sydney                                                                   | Australia                                                                | 2 – 1                                                                    | Cile                                                                     | Amichevole                                                               | 2                                                                        | cap. 85’                                                                 |
| 7-2-2020                                                                 | Brisbane                                                                 | Australia                                                                | 7 – 0                                                                    | Taiwan                                                                   | Amichevole                                                               | 1                                                                        | cap.                                                                     |
| 6-3-2020                                                                 | Newcastle                                                                | Australia                                                                | 5 – 0                                                                    | Indonesia                                                                | Amichevole                                                               | 2                                                                        | cap.                                                                     |
| 11-3-2020                                                                | Pechino                                                                  | Cina                                                                     | 1 – 2                                                                    | Australia                                                                | Amichevole                                                               | 1                                                                        | cap. 40’                                                                 |
| 10-4-2021                                                                | Wolfsburg                                                                | Germania                                                                 | 5 – 2                                                                    | Australia                                                                | Amichevole                                                               | -                                                                        | cap. 76’                                                                 |
| 13-4-2021                                                                | Rotterdam                                                                | Paesi Bassi                                                              | 5 – 0                                                                    | Australia                                                                | Amichevole                                                               | -                                                                        | cap.                                                                     |
| 10-6-2021                                                                | Copenaghen                                                               | Danimarca                                                                | 3 – 2                                                                    | Australia                                                                | Amichevole                                                               | -                                                                        | cap.                                                                     |
| 15-6-2021                                                                | Kalmar                                                                   | Svezia                                                                   | 0 – 0                                                                    | Australia                                                                | Amichevole                                                               | -                                                                        | cap. 73’                                                                 |
| 14-7-2021                                                                | Osaka                                                                    | Giappone                                                                 | 1 – 0                                                                    | Australia                                                                | Amichevole                                                               | -                                                                        | cap. 46’                                                                 |
| 21-7-2021                                                                | Tokyo                                                                    | Australia                                                                | 2 – 1                                                                    | Nuova Zelanda                                                            | Olimpiadi 2020 - 1º turno                                                | 1                                                                        | cap.                                                                     |
| 24-7-2021                                                                | Fukuoka                                                                  | Svezia                                                                   | 4 – 2                                                                    | Australia                                                                | Olimpiadi 2020 - 1º turno                                                | 2                                                                        | cap.                                                                     |
| 27-7-2021                                                                | Saitama                                                                  | Stati Uniti                                                              | 0 – 0                                                                    | Australia                                                                | Olimpiadi 2020 - 1º turno                                                | -                                                                        | cap.                                                                     |
| 30-7-2021                                                                | Kashima                                                                  | Gran Bretagna                                                            | 3 – 4 dts                                                                | Australia                                                                | Olimpiadi 2020 - Quarti di finale                                        | 2                                                                        | cap. 26’                                                                 |
| 2-8-2021                                                                 | Yokohama                                                                 | Australia                                                                | 0 – 1                                                                    | Svezia                                                                   | Olimpiadi 2020 - Semifinale                                              | -                                                                        | cap.                                                                     |
| 5-8-2021                                                                 | Kashima                                                                  | Australia                                                                | 3 – 4                                                                    | Stati Uniti                                                              | Olimpiadi 2020 - Finale 3º posto                                         | 1                                                                        | cap.                                                                     |
| 21-9-2021                                                                | Dublino                                                                  | Irlanda                                                                  | 3 – 2                                                                    | Australia                                                                | Amichevole                                                               | -                                                                        | cap. 75’                                                                 |
| 23-10-2021                                                               | Sydney                                                                   | Australia                                                                | 3 – 1                                                                    | Brasile                                                                  | Amichevole                                                               | -                                                                        | cap.                                                                     |
| 27-11-2021                                                               | Sydney                                                                   | Australia                                                                | 0 – 3                                                                    | Stati Uniti                                                              | Amichevole                                                               | -                                                                        | cap. 63’                                                                 |
| 30-11-2021                                                               | Newcastle                                                                | Australia                                                                | 1 – 1                                                                    | Canada                                                                   | Amichevole                                                               | 1                                                                        | cap.                                                                     |
| 21-1-2022                                                                | Mumbai                                                                   | Australia                                                                | 18 – 0                                                                   | Indonesia                                                                | Coppa d'Asia 2022 - 1º turno                                             | 4                                                                        | cap. 67’                                                                 |
| 24-1-2022                                                                | Mumbai                                                                   | Filippine                                                                | 0 – 4                                                                    | Australia                                                                | Coppa d'Asia 2022 - 1º turno                                             | 1                                                                        | cap. 81’                                                                 |
| 27-1-2022                                                                | Mumbai                                                                   | Australia                                                                | 2 – 1                                                                    | Thailandia                                                               | Coppa d'Asia 2022 - 1º turno                                             | 1                                                                        | 65’                                                                      |
| 30-1-2022                                                                | Pune                                                                     | Australia                                                                | 0 – 1                                                                    | Corea del Sud                                                            | Coppa d'Asia 2022 - Quarti di finale                                     | -                                                                        | cap.                                                                     |
| 8-4-2022                                                                 | Sydney                                                                   | Australia                                                                | 2 – 1                                                                    | Nuova Zelanda                                                            | Amichevole                                                               | 1                                                                        | cap.                                                                     |
| 12-4-2022                                                                | Brisbane                                                                 | Australia                                                                | 3 – 1                                                                    | Nuova Zelanda                                                            | Amichevole                                                               | 2                                                                        | cap.                                                                     |
| 11-10-2022                                                               | Viborg                                                                   | Danimarca                                                                | 1 – 3                                                                    | Australia                                                                | Amichevole                                                               | -                                                                        | cap. 82’                                                                 |
| 15-11-2022                                                               | Gosford                                                                  | Australia                                                                | 2 – 0                                                                    | Thailandia                                                               | Amichevole                                                               | 1                                                                        | cap. 61’                                                                 |
| 16-2-2023                                                                | Gosford                                                                  | Australia                                                                | 4 – 0                                                                    | Rep. Ceca                                                                | Cup of Nations 2023                                                      | 1                                                                        | cap.                                                                     |
| 11-4-2023                                                                | Londra                                                                   | Inghilterra                                                              | 0 – 2                                                                    | Australia                                                                | Amichevole                                                               | 1                                                                        | cap. 90+4’                                                               |
| 14-7-2023                                                                | Melbourne                                                                | Australia                                                                | 1 – 0                                                                    | Francia                                                                  | Amichevole                                                               | -                                                                        | 62’                                                                      |
| 7-8-2023                                                                 | Sydney                                                                   | Australia                                                                | 2 – 0                                                                    | Danimarca                                                                | Mondiali 2023 - Ottavi di finale                                         | -                                                                        | 80’                                                                      |
| 12-8-2023                                                                | Brisbane                                                                 | Australia                                                                | 0 – 0 (7 - 6 dtr)                                                        | Francia                                                                  | Mondiali 2023 - Quarti di finale                                         | -                                                                        | 56’                                                                      |
| 16-8-2023                                                                | Sydney                                                                   | Australia                                                                | 1 – 3                                                                    | Inghilterra                                                              | Mondiali 2023 - Semifinale                                               | 1                                                                        | cap.                                                                     |
| 19-8-2023                                                                | Brisbane                                                                 | Svezia                                                                   | 2 – 0                                                                    | Australia                                                                | Mondiali 2023 - Finale 3º posto                                          | -                                                                        | cap.                                                                     |
| 24-10-2023                                                               | Darwin                                                                   | Australia                                                                | 2 – 0                                                                    | Iran                                                                     | Amichevole                                                               | 1                                                                        | 64’                                                                      |
| 28-10-2023                                                               | Perth                                                                    | Australia                                                                | 8 – 0                                                                    | Filippine                                                                | Amichevole                                                               | 3                                                                        | cap. 65’                                                                 |
| 31-10-2023                                                               | Canberra                                                                 | Australia                                                                | 3 – 0                                                                    | Taiwan                                                                   | Amichevole                                                               | 1                                                                        | cap. 68’                                                                 |
| Totale                                                                   |                                                                          | Presenze                                                                 | 122                                                                      |                                                                          | Reti (1º posto)                                                          | 69                                                                       |                                                                          |

## Palmarès

### Club
- W-League Championship: 1

Sydney FC: 2012–2013
- NWSL Shield: 1

Western New York Flash: 2013
- W-League Premiership: 1

Perth Glory: 2014
- Campionato inglese: 5

Chelsea: 2019-2020, 2020-2021, 2021-2022, 2022-2023, 2023-2024
- FA Women's Cup: 3

Chelsea: 2020-2021, 2021-2022, 2022-2023
- FA Women's League Cup: 2

Chelsea: 2019-2020, 2020-2021
- FA Women's Community Shield: 1

Chelsea: 2020

### Nazionale
- AFF U-16 Women's Championship: 1

2009
- Coppa d'Asia: 1

2010
- Cup of Nations: 2

2019, 2023

### Individuale
- Calciatrice FFA dell'anno Under-20: 2

2010, 2014
- Capocannoniere della NWSL: 2

2017 (17 reti), 2018 (18 reti)
- MVP dell NWSL: 1

2017
- Julie Dolan Medal: 2

2016-2017, 2017-2018 (ex aequo con Clare Polkinghorne)
- Capocannoniere della Coppa d'Asia femminile: 1

India 2022 (7 reti)